# Erneuville
Erneuville (Waals: Rnuveye) is een dorp in de Belgische provincie Luxemburg en een deelgemeente van Tenneville. Tot 1 januari 1977 was het een zelfstandige gemeente. In Erneuville liggen ook nog het dorpje Cens en verschillende gehuchten, zoals Beaulieu, Trèsfontaines, Wembay en Wyompont.

## Geschiedenis
Erneuville ligt langs de Romeinse heirbaan tussen Aarlen en Tongeren. De naam van het dorp is waarschijnlijk afgeleid van Arnoldi Villa. In het gehucht Beaulieu is een Romeinse begraafplaats gevonden.
In de middeleeuwen was Erneuville een leen van het graafschap La Roche.

## Demografische ontwikkeling
- Bronnen:NIS, Opm:1831 tot en met 1970=volkstellingen, 1976= inwoneraantal op 31 december

## Bezienswaardigheden
- Kasteel van Grainchamps
- Kasteel van Chéra-Wyompont

## Geografie

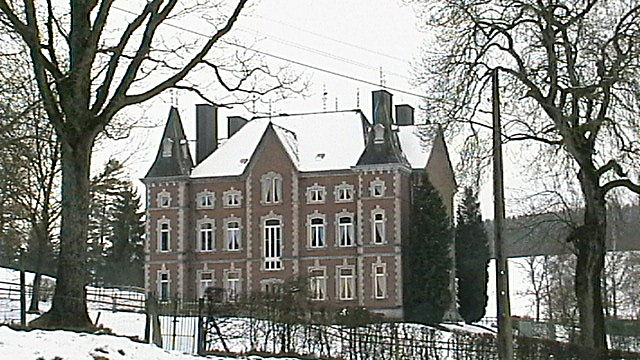
Kasteel van Grainchamps

Erneuville heeft een oppervlakte van 2352 ha. Het dorp ligt op een hoogte van 413 m in een heuvelachtig landschap. De bodem bestaat uit klei- en schiefergrond.

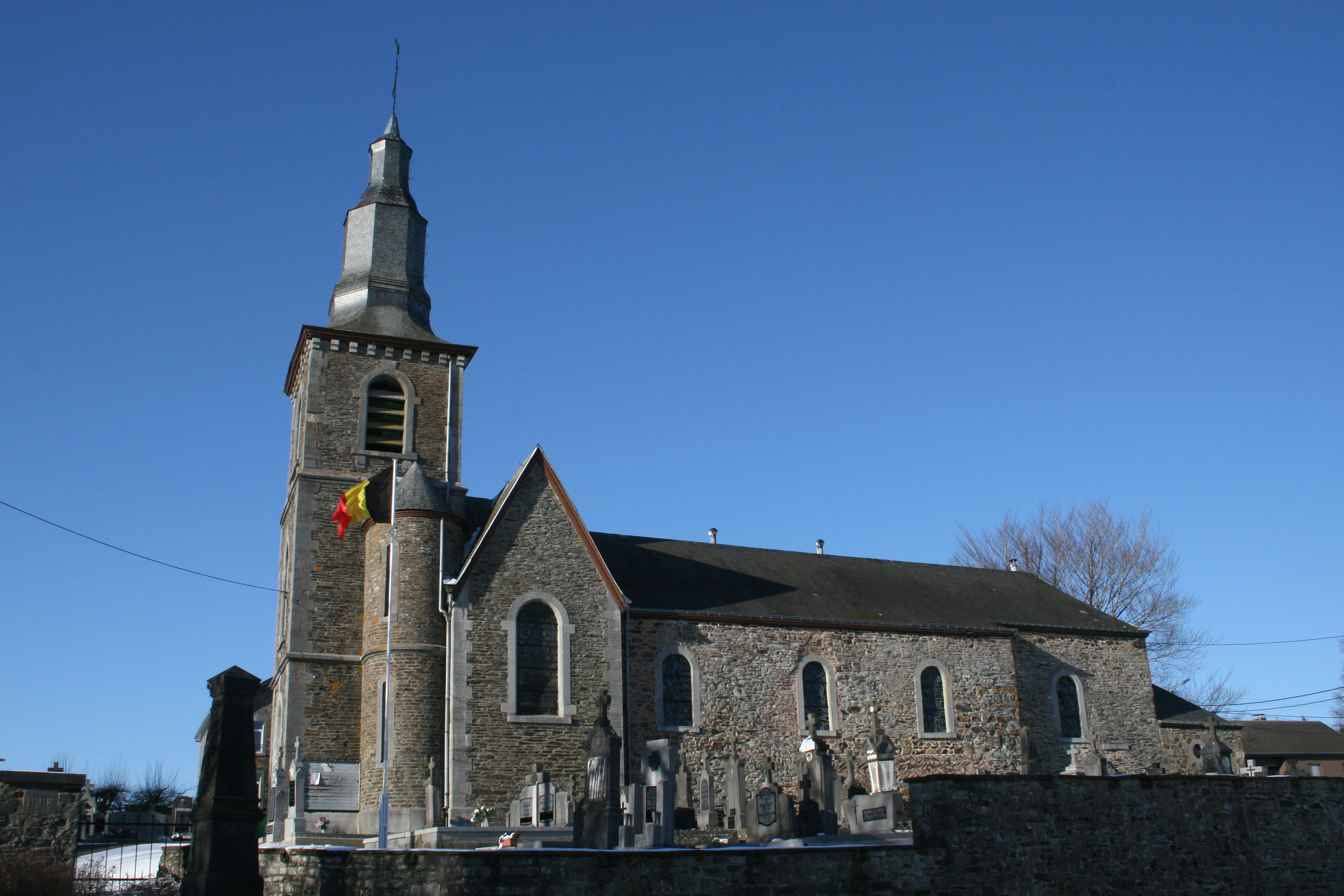
Sint-Pieterskerk

Deelgemeenten: Champlon · Erneuville · Tenneville

Overige dorpen: Baconfoy · Beaulieu · Belle-Vue · Berguème · Cens · Grainchamps · Journal · Laneuville-au-Bois · Mochamps · Ortheuville · Prelle · Ramont · Tresfontaines · Wembay · Wyompont 

Belgische gemeenten · Arrondissement Marche-en-Famenne · Luxemburg · Wallonië